# Scotland (Dakota Południowa)
Scotland – miasto w Stanach Zjednoczonych, w stanie Dakota Południowa, w hrabstwie Bon Homme.